# Discocyrtus testudineus
Discocyrtus testudineus is een hooiwagen uit de familie Gonyleptidae.